# UEFA Cup finalen 1999
UEFA Cup finalen 1999 var en fodboldkamp der blev spillet den 12. maj 1999. Kampen blev spillet foran 61.000 tilskuere på Luzjniki Stadion i Moskva, Rusland, og skulle finde vinderen af UEFA Cup 1998-99. De deltagende hold var italienske Parma og franske Marseille. Den var kulminationen på den 28. sæson i Europas næststørste klubturnering for hold arrangeret af UEFA siden etableringen af UEFA Cup i 1971.
Med en sejr på 3–0 sikrede Parma sig sin tredje triumf i turneringen.
Kampen blev ledet af den skotske dommer Hugh Dallas.